# WFDC2
WFDC2‏ (WAP four-disulfide core domain 2) هوَ بروتين يُشَفر بواسطة جين WFDC2 في الإنسان.